# دار النمش (بعدان)

تعديل مصدري - تعديل

دار النمش هي إحدى قرى عزلة العذارب بمديرية بعدان التابعة لمحافظة إب، بلغ تعداد سكانها 277 نسمة حسب تعداد اليمن لعام 2004.